# Korg Kaossilator
Il Korg Kaossilator (KO-1) è un Dynamic Phrase Synthetizer (sintetizzatore dinamico di frasi). 
Grazie alle dimensioni ridotte (12x10,5x2cm) e all'alimentazione a quattro batterie AA (durata approssimativa di 5 ore) o la possibilità di collegarlo ad un trasformatore 4,5 volt, il Kaossilator è uno strumento versatile, che può essere suonato ovunque e tenuto sul palmo di una mano. È dotato di un'uscita mini jack con controllo del volume e un'altra per connettore RCA.
Attraverso un touch pad di 5x6,5cm dà la possibilità di produrre un suono o una nota diversa a seconda del punto in cui il pad viene toccato. 
All'interno dell'apparecchio sono già presenti 31 diverse scale musicali. Ci sono 100 programmi diversi selezionabili attraverso una rotella girevole: 0-19 Lead, 20-29 Acoustic, 30-49 Bass, 50-59 Chord, 60-79 SE (effetti e suoni che non producono propriamente note), 80-89 Drum, 90-99 Pattern (pattern di batteria). I programmi si possono individuare su uno schermo LCD con due cifre.
Ha la possibilità di registrare 8 battute in modalità loop, fermare la registrazione e successivamente cancellarla. È possibile cambiare tonalità e tempo di ogni programma. Inoltre ha al suo interno un Gate Arpeggiator con 50 pattern prestabiliti di diversa durata.